# 권수정 (정치인)
권수정(權秀靜, 1973년 8월 30일 ~)은 대한민국의 항공 승무원 출신 정치인이다. 제10대 서울특별시의회 의원(2018~2022)을 지냈다.

## 학력
- 1991.03~1995.02 충남대학교 물리학 학사
- 2007.03~2009.02 성공회대학교 대학원 시민사회단체학과 비정부기구학 석사과정 수료

## 경력
- 1995.06 ~ : 아시아나항공 승무원
- 2010.05 ~ 2013.04: 전국공공운수노동조합연맹 부위원장
- 2014.03 ~ 2015.02: 전국민주노동조합총연맹 여성위원장
- 2017.07 ~ 2019.09: 정의당 대의원
- 2017.07 ~ 2019.09: 정의당 서울특별시당 영등포구 지역위원회 부위원장
- 2018.07 ~ 2022.06: 제10대 서울특별시의회 의원
  - 2018.07 ~ 2020.07: 제10대 서울특별시의회 전반기 기획경제위원회 위원
  - 2018.08 ~ 2020.07: 제10대 서울특별시의회 전반기 정책위원회 위원
  - 2018.08 ~ 2019.08: 제10대 서울특별시의회 전반기 예산결산특별위원회 위원
  - 2018.08 ~ 2018.11: 제10대 서울특별시의회 농수산식품공사 사장 후보자 인사청문특별위원회 위원
  - 2018.12 ~ 2019.12: 제10대 서울특별시의회 항공기소음특별위원회 위원
  - 2019.11 ~ 2020.11: 제10대 서울특별시의회 청년정책특별위원회 부위원장
  - 2020.03 ~ 2020.09: 제10대 서울특별시의회 남북교류협력지원특별위원회 위원
  - 2020.07 ~ : 제10대 서울특별시의회 후반기 보건복지위원회 위원
  - 2020.02 ~ 2020.03: 제10대 서울특별시의회 서울에너지공사 사장 후보자 인사청문특별위원회 위원
  - 2020.09 ~ 2020.09: 제10대 서울특별시의회 남북교류협력지원특별위원회 위원
  - 제10대 서울특별시의회 지방분권 TF 위원
  - 2020.09 ~ : 제10대 서울특별시의회 여성특별위원회 위원
  - 2020.09 ~ : 제10대 서울특별시의회 일자리대책특별위원회 위원
  - 2020.09 ~ : 제10대 서울특별시의회 후반기 예산결산특별위원회 위원
  - 2020.12 ~ : 제10대 서울특별시의회 청년발전특별위원회 위원
- 2019.09 ~ : 정의당 전국위원
- 2020.05 : 정의당 혁신위원회의 혁신위원
- 2024.10 ~ : 정의당 서울특별시당 강서구 지역위원회 위원장
- 서울특별시 노동자권익보호위원회 위원
- 서울특별시 생활임금위원회 위원
- 서울특별시 재정계획심의위원회 위원
- 서울특별시 감정노동종사자권리보호위원회 위원

### 당적
- 2008: 민주노동당 탈당
- 2013.11: 노동정치연대 입당
- 2015.11: 정의당 입당

## 역대 선거 결과
|  | 9.69% |

|  | 1.21% |

|  | 1.83% |